# Estremamente Pippo
Estremamente Pippo (An Extremely Goofy Movie) è un film d'animazione direct-to-video del 2000 diretto da Douglas McCarthy ed è il seguito di In viaggio con Pippo (1995), con gli stessi personaggi tratti dalla serie televisiva Ecco Pippo!. 
Il film è stato distribuito in Italia solo in VHS ed esclusivamente in edicola nel maggio 2001 in allegato al settimanale Topolino.

## Trama
Max, P.J. e Bobby stanno per andare al college, dove intendono diventare campioni di sport estremi vincendo i giochi universitari, gli X Games; Max è inoltre felice di stare un po' lontano dall'onnipresente e maldestro padre Pippo. Dopo la partenza di Max, Pippo comincia a soffrire della sindrome del nido vuoto. Giunti al college, Max e i suoi amici incontrano i Gamma, una popolare fratellanza di campioni sportivi guidata dal borioso Bradley Uppercrust. Notando le abilità di Max con lo skateboard, Uppercrust gli propone di entrare in squadra, ma senza P.J. e Bobby; al rifiuto del ragazzo, i due gruppi ingaggiano una sfida: chi perderà i giochi universitari porterà l'asciugamano al vincitore per tutto il successivo anno accademico.
Nel frattempo, a causa della tristezza, Pippo causa un incidente alla fabbrica di giocattoli dove lavora, e viene licenziato. Per ottenere un nuovo lavoro, Pippo decide di tornare all'università per frequentare l'anno che gli manca per la laurea; si iscrive così allo stesso college di Max, che viene presto messo in imbarazzo dai modi stravaganti del padre. 
La convivenza con Pippo è insopportabile, ma presto Pippo conosce la bibliotecaria del college, Sylvia Marpole, di cui presto si innamora. In seguito, a causa di una serie fortuita di evoluzioni con lo skate dovuti alla sua imbranataggine, Pippo appare agli occhi del pubblico come un atleta di enorme talento, e I Gamma gli offrono di unirsi a loro. Max lo convince ad accettare, sperando che in questo modo Pippo, distratto dagli allenamenti e dalla sua nuova fidanzata, non interferisca più nella sua vita.
Durante le qualificazioni per gli X-Games, i Gamma truccano lo skateboard di Pippo e sabotano l’esibizione di Max: di conseguenza la squadra di Max passa alle semifinali con un punteggio appena sufficiente, mentre Pippo ottiene risultati impeccabili. Pippo diventa estremamente popolare e Max gli rivolge contro tutte le sue frustrazioni, intimandogli di lasciarlo in pace. Pippo cade di nuovo nello sconforto, viene bocciato a un esame e dimentica un appuntamento con Sylvia, mentre Max pensa di trasferirsi in un altro college, venendo però convinto dai suoi amici a rimanere.
Pippo torna a casa e confessa all'amico Pietro la sua disperazione; parlando con lui, tuttavia, gli tornano ben chiari i propri obiettivi. Dopo essersi riappacificato con Sylvia, studia con impegno e supera i restanti esami col massimo dei voti. Decide anche di lasciare i Gamma, e scopre che essi intendono truccare le finali dei giochi universitari; Pippo si precipita allora da Max per avvertirlo, ma il ragazzo, ancora arrabbiato con lui, rifiuta di ascoltarlo.
Arriva il giorno delle finali. Durante la competizione Max si accorge dell'assenza di Pippo nella squadra avversaria; a causa dell'ennesimo trucco degli avversari, P.J. viene messo fuori gioco proprio prima della gara finale, e il ragazzo capisce che suo padre aveva ragione. Rendendosi conto di essere stato egoista e troppo duro nei suoi confronti, gli chiede di entrare in squadra in sostituzione di P.J. Pippo arriva appena in tempo per l'inizio della gara e accetta. Durante la gara Bobby viene messo fuori gioco, e Pippo finisce addosso a Bradley, rallentandolo molto e facendo passare Max in vantaggio, tallonato da Tank, un altro Gamma. Bradley, con un trucco, attiva dei razzi sullo skateboard di Max, scagliandolo insieme a Tank in un tendone che crolla e prende fuoco. Bradley, interessato solo alla vittoria, abbandona il compagno, mentre Pippo, rendendosi conto che Max è in pericolo, interviene e riesce a mettere in salvo entrambi. Grazie al suo aiuto Max vince la competizione e Tank, per vendetta, scaraventa Bradley in aria, diventando il nuovo capo dei Gamma.
Pippo ottiene la laurea e Max si rappacifica con lui, donandogli il trofeo e dicendogli che, pur non essendo più il suo bambino, sarà sempre suo figlio. Pippo parte assieme a Sylvia per un viaggio con lei, non prima di aver terrorizzato Max comunicandogli per scherzo di aver trovato un nuovo lavoro proprio nella sua università, così da potergli stare sempre accanto.

## Doppiaggio
| Personaggio            | Doppiatore originale | Doppiatore italiano |
| ---------------------- | -------------------- | ------------------- |
| Pippo                  | Bill Farmer          | Roberto Pedicini    |
| Max                    | Jason Marsden        | Simone Crisari      |
| P.J.                   | Rob Paulsen          | Stefano De Filippis |
| Robert Zimuruski       | Pauly Shore          | Nanni Baldini       |
| Bradley Uppercrust III | Jeff Bennett         | Christian Iansante  |
| Impiegata              | Jeff Bennett         | Cristina Grado      |
| Chuck                  | Jeff Bennett         | Raffaele Uzzi       |
| Pietro Gambadilegno    | Jim Cummings         | Massimo Corvo       |
| Tank                   | Brad Garrett         | Neri Marcorè        |
| Beret Girl             | Vicki Lewis          | Laura Lenghi        |
| Sylvia Marpole         | Bebe Neuwirth        | Paola Giannetti     |